# Átila Iório
Átila Iório (Rio de Janeiro, 01 de abril de 1921 — Rio de Janeiro, 10 de dezembro de 2002) foi um ator brasileiro de cinema e televisão. Protagonizou dois dos mais importantes filmes do cinema novo, Os Fuzis e Vidas Secas.
Ele estreou no Teatro em 1944, mas fez sucesso maior no Cinema, onde estreou dois anos depois, em 1946, no filme “Caídos do Céu“. E na grande tela ele participou de mais de 30 filmes, entre eles grandes sucessos de bilheteria e clássicos do nosso cinema
De 1993 a 1997, presidiu o Retiro dos Artistas, em Jacarepaguá.
Sofria de asma, bronquite e enfisema pulmonar.
Curiosamente, fez o mesmo papel (o bandido Josias - pai biológico de Nice) nas duas versões da telenovela Anjo Mau.

## Vida Pessoal
Foi casado com a atriz Adélia Iório entre 1959 a 2002, dessa união teve uma filha Aimée. Sua filha foi casada com o ator Dedé Santana.
Faleceu na cidade do Rio de Janeiro de problemas respiratórios, em 10 de dezembro de 2002.

## Carreira

### Na televisão
| Ano       | Título                     | Personagem           | Notas                                 |
| --------- | -------------------------- | -------------------- | ------------------------------------- |
| 1997      | Anjo Mau                   | Josias/Getúlio       |                                       |
| 1996      | O Rei do Gado              | Honorato             |                                       |
| 1990      | Fronteiras do Desconhecido | Carlinhos            | Episódio: "Adelino, Uma Vida de Amor" |
| 1988      | Chapadão do Bugre          | Zorão                |                                       |
| 1986      | Mania de Querer            | —                    |                                       |
| 1983      | Sítio do Picapau Amarelo   | Índio                | Episódio: "Aí Vem Tom Mix"            |
| 1983      | Sítio do Picapau Amarelo   | Barba Negra          | Episódio: "Robinson Crusoé"           |
| 1981      | Obrigado, Doutor           | Lourenço             | Episódio: "Um Cidadão em Perigo"      |
| 1979      | Os Gigantes                | Pedro                |                                       |
| 1979      | Carga Pesada               | Coronel Juca Barreto | Episódio: "A Explosão"                |
| 1978-1984 | Os Trapalhões              | Vários personagens   |                                       |
| 1976      | Escrava Isaura             | Miguel               |                                       |
| 1976      | Anjo Mau                   | Onias/Josias         |                                       |
| 1975      | O Feijão e o Sonho         | Sebastião            |                                       |
| 1973      | Mulheres de Areia          | Henrique             |                                       |
| 1969      | Dez Vidas                  | —                    |                                       |
| 1969      | Os Estranhos               | Calibi               |                                       |
| 1968      | O Direito dos Filhos       | —                    |                                       |
| 1967      | Os Fantoches               | Aníbal               |                                       |
| 1964      | O Acusador                 | —                    |                                       |

### No cinema
| Ano  | Título                        | Personagem            |
| ---- | ----------------------------- | --------------------- |
| 1990 | O Mistério de Robin Hood      | Proprietário do circo |
| 1985 | The Emerald Forest            | Comerciante           |
| 1985 | Pedro Mico                    | Guariba               |
| 1979 | O Sol dos Amantes             | Jovino                |
| 1978 | Diário da Província           | —                     |
| 1977 | Ódio                          | Geraldão              |
| 1977 | Ouro Sangrento                | —                     |
| 1974 | O Filho do Chefão             | Chefão                |
| 1974 | Uma Tarde, Outra Tarde        | Lucas                 |
| 1973 | Sagarana, o Duelo             | Titão Passos          |
| 1973 | O Libertino                   | Dr. Mascarenhas       |
| 1971 | A Guerra dos Pelados          | Adeodato              |
| 1969 | Deu a Louca no Cangaço        | Coronel               |
| 1969 | No Paraíso das Solteironas    | Delegado              |
| 1969 | 2000 Anos de Confusão         | Ricardo Montebello    |
| 1968 | Os Carrascos Estão Entre Nós  | Krueger               |
| 1968 | Panca de Valente              | Jerônimo              |
| 1968 | As Aventuras de Chico Valente | —                     |
| 1966 | 007 1/2 no Carnaval           | —                     |
| 1964 | Lana - Königin der Amazonen   | Don Geronimo Aussa    |
| 1964 | Os Fuzis                      | Gaúcho                |
| 1964 | Um Morto ao Telefone          | —                     |
| 1963 | Sonhando com Milhões          | Arquimedes            |
| 1963 | Vidas Secas                   | Fabiano               |
| 1963 | Quero Essa Mulher Assim Mesmo | —                     |
| 1962 | Os Cosmonautas                | Zeca                  |
| 1962 | Assalto ao Trem Pagador       | Tonho                 |
| 1961 | Os Três Cangaceiros           | Tranca-pés            |
| 1960 | Briga, Mulher e Samba         | Valentino             |
| 1960 | Os Dois Ladrões               | Delegado              |
| 1960 | Virou Bagunça                 | Detective             |
| 1957 | A Baronesa Transviada         | Amante                |
| 1953 | A Dupla do Barulho            | —                     |
| 1949 | Também Somos Irmãos           | Delegado              |
| 1946 | Caídos do Céu                 | Roberto Boaventura    |

## Teatro[4]
- 1981 - É o Grande Golpe!
- 1969 - A Comédia Atômica
- 1965 - Santa Joana
- 1964 - Plantão 21
- 1962 - A Invasão
- 1961 - Procura-se Uma Rosa
- 1958 - O Canto da Cotovia
- 1955 - Mulher de Briga
- 1954 - Dona Xepa
- 1951 - Fruta de Eva
- 1949 - Chiquita Bacana
- 1949 - Tô Aí Nessa Boca...
- 1946 - Fogo no Pandeiro
- 1945 - De Pernas pro Ar
- 1945 - Triunfo É Espadas
- 1944 - Eva
- 1944 - Passarinho da Ribeira
- 1944 - Viúva Alegre